# 江北街道 (巴中市)
江北街道，是中华人民共和国四川省巴中市巴州区下辖的一个乡镇级行政单位。2011年，将巴州镇的新桥、登高2个社区和岳家坡、青滩坡、风头山、牛鼻山、先锋寨、黄家坝、檬子河、铜堡、李家碥、苏山、三包、玉堂、侯家沟、管家沟、西溪沟、桥炉、长角梁、范家沟18个村所属行政区域划归江北街道办事处管辖。 

## 行政区划
江北街道下辖以下地区：
龙泉社区、江北台社区、白云台社区、插旗山村、李家扁村、岳家坡村、青滩坡村、凤头山村、先锋寨村、牛鼻山村和黄家坝村。